# Bauhinia grevei
Bauhinia grevei là một loài thực vật có hoa trong họ Đậu. Loài này được Drake miêu tả khoa học đầu tiên.